# Merindad de Cuesta Urria
Merindad de Cuesta Urria település Spanyolországban, Burgos tartományban. Merindad de Cuesta Urria Villarcayo de Merindad de Castilla la Vieja, Medina de Pomar, Valle de Losa, Valdegovía/Gaubea, Valle de Tobalina, Trespaderne és Merindad de Valdivielso községekkel határos. Lakosainak száma 270 fő (2024).

## Népesség
A település népessége az utóbbi években az alábbiak szerint változott:
| Lakosok száma | 514  | 500  | 492  | 452  | 421  | 378  | 352  | 297  | 284  | 270  |
|               | 2001 | 2004 | 2006 | 2009 | 2011 | 2014 | 2016 | 2019 | 2021 | 2024 |